# Fontanesia
Fontanesia es el único género de la tribu Fontanesieae perteneciente a la familia Oleaceae, con dos especies. Es originario del sur de Europa, Sicilia, sudoeste de Asia, (Líbano, Siria, Turquía) y este de Asia (China).

## Especies
- Fontanesia fortunei Carrière, Rev. Hort., IV, 8: 43 (1859).
- Fontanesia phillyreoides Labill., Icon. Pl. Syr. 1: 9 (1791).